# Nuʿaim ibn Masʿūd
Nuʿaim ibn Masʿūd, نعيم بن مسعود / Nuʿaim b. Masʿūd, war zu Zeiten Mohammeds ein Anführer der in der Nähe von Yathrib (Medina) ansässigen arabischen Ghatafān. In der Grabenschlacht hatte er eine herausragende Position, da er heimlich zum Islam übergetreten war und Zwietracht zwischen den Quraisch, Ghatafān und Banū Quraiza säte, was letztlich darin endete, dass die Angreifer abzogen und dass Mohammed alle Männer der Banū Quraiza exekutieren ließ und alle Frauen und Kinder versklavte.
Die Aschdschaʿ aus dem Verbund der Ghatafān liefen während der Grabenschlacht, zusammen mit Nuʿaim ibn Masʿūd, zu den Muslimen über. Die anderen Ghatafān standen auch während Mohammeds Feldzug nach Chaibar auf der Seite seiner Gegner und wurden erst nach seinem Tod Muslime.

### Islamische Quellen
- Ibn Ishaq, Gernot Rotter (Übersetzer): Das Leben des Propheten. As-Sira An-Nabawiya. Spohr, Kandern im Schwarzwald 1999, ISBN 3-927606-22-7

| Personendaten    | Personendaten                      |
| ---------------- | ---------------------------------- |
| NAME             | Nuʿaim ibn Masʿūd                  |
| ALTERNATIVNAMEN  | Nuʿaim b. Masʿūd                   |
| KURZBESCHREIBUNG | Anführer der arabischen Ghatafan   |
| GEBURTSDATUM     | 6. Jahrhundert oder 7. Jahrhundert |
| STERBEDATUM      | 7. Jahrhundert                     |